# غردایه
غَردایه نام یکی از شهرهای الجزایر است. این شهر مرکز استان غردایه است.
جمعیت آن ۱۰۴٬۰۰۰ نفر (۲۰۰۵) و مردم آن بیشتر از قبیله‌های عرب بنو سلیم، مزابی‌ها و آمازیغ‌ها هستند.
غردایه در دره مزاب قرار گرفته و مرکز فرقه اسلامی اباضی است. دره مزاب در فهرست میراث فرهنگی جهان قرار دارد.